# Мусаелян (област Ширак)
Вижте пояснителната страница за други значения на Мусаелян.
Мусаелян (на арменски: Մուսայելյան) е село и община в Армения, област Ширак. Според Националната статистическа служба на Армения през 2012 г. има 408 жители.

## Демография
Броят на населението в годините 1873–2004 е както следва: